# Вірараджендра Чола
Вірараджендра Чола (*வீரராஜேந்திர சோழன், д/н —1070) — раджакесарі (імператор) імперії Чола у 1063–1070 роках.

## Життєпис

### Молоді роки
Походив з династії Чола. За правління батька Раджендри Чола I набув політичних та військових вмінь. У 1044 році старший брат Раджадхіраджа Чола I, який став наступником батька, призначає Вірараджендру ядаварманом (віце-королем) Іламу (тамілька назва Шрі-Ланки). під час своєї каденції придушив повстання сингалів.
За правління іншого брата Раджендри Чола II призначається намесником однією із столиць імперії — Урайюра, поблизу сучасного Тіручирапаллі. У 1050-х роках Вірараджендра очолює війська проти армій Західних Чалук'їв, які намагалися отримати вплив на державу Венга (південніше сучасної Орісси).

### Володарювання
У 1063 році після смерті брата Раджендри Чола II зайняв трон імперії Чола. На перших порах стикнувся із повстаннями правителів Чера та Пандья, які успішно придушив. Доволі швидко розбив повстанців на Шрі-Ланці. В цей же час до держави вдерлася армія Західних Чалук'їв, яка підійшла до столиці Гангаіконда. Тоді Вірараджендра вирушив на спасіння своєї столицю. Тут розбив ворога й переніс війна на його територію. Після цього було укладено перемир'я. Втім незабаром західні Чалук'ї розпочали війну за Венгу. Тоді Вірараджендра розбив війська Західних Чалук'їв, взяв в облогу їх столицю Кальянапуру, змусивши надати як викуп значні кошти та укласти мир на вигідних для Чола умовах: визнати усі завоювання Вірараджендри. Загалом війна тривала до 1068 року. Водночас Вірараджендра знову підкорив Калінгу (Орісса).
Під час такого протистояння знову підняли голови володарі Чери, Пандьї, Сингалії. Втім війська Чола швидко змусили їх знову визнати владу Вірараджендри. Найбільш тривалим було постання на чолі із Віджаябаху на о. Шрі-Ланка.
У 1068 році Вірараджендра здійснив похід до Кадараму (на Малайському півострові), також змусив спадкоємців держави Шривіджаї визнати гегемонію Чола на Великих Зондських островах.
Того ж року втрутився у конфлікт за владу у державі Західних Чалук'їв, посадивши на трон Вікрамадітью VI, який визнав себе данником Чола. Втім Вірараджендра Чола не встиг закріпити цей успіх, померши у 1070 році.

## Родина
Дружина — Арилмолінангаї
Діти:
- Атіраджендра Чола, володарював у 1070 році
- Гангаікондачола, намісник Пандьї
- Раджасундарі